# Sân bay quốc tế Hurghada
Sân bay quốc tế Hurghada (IATA: HRG, ICAO: HEGN) là một sân bay quốc tế ở Hurghada, Ai Cập.
Năm 2007, sân bay này phục vụ 5.947.616 lượt khách (tăng 23,0% so với năm 2006).

## Hãng hàng không và tuyến bay
- airBaltic (Riga)
- Air Italy Polska (Gdánsk, Katowice, Warsaw) [Seasonal]
- Adria Airways (Ljubljana)
- AMC Airlines (Liège, Lille)
- Astraeus (Leeds/Bradford, London-Gatwick)
- Atlant-Soyuz Airlines (Moscow-Vnukovo)
- Austrian Airlines (Vienna)
- Bashkirian Airlines (Ufa)
- Condor Airlines (Düsseldorf, Frankfurt, Hamburg, München, Stuttgart)
- Edelweiss Air (Geneva, Zurich)
- EgyptAir (Cairo, Geneva)
- EgyptAir Express (Cairo)
- Finnair (Helsinki)
- Flyglobespan (Glasgow-International) [bắt đầu ngày 5 tháng 11]
- Jetairfly (Brussels)
- Lotus Air (Cairo)
- Luxair (Luxembourg)
- MAT Macedonian Airlines (Skopje)
- Rossiya (St Petersburg)
- S7 Airlines (Moscow-Domodedovo, Novosibirsk-Tolmachevo, Chelyabinsk-Balandino)
- TAROM (Bucharest-Otopeni) (seasonal)
- Thomas Cook Airlines (Birmingham, London-Gatwick, Manchester)
- Thomsonfly (Manchester)
- transavia.com (Amsterdam, Paris-Orly)
- TUIfly (Düsseldorf, Hanover, Frankfurt, München, Stuttgart)
- TUIfly Nordic (Helsinki)